# Militia Dei
La bula Militia Dei (Soldados de Dios), fue promulgada por el papa Eugenio III en 1145 con el objeto de consolidar los privilegios de la Orden consolidando la independencia de la misma respecto al clero secular.
En ella se le reconoce a la Orden el derecho a recaudar tributos, a enterrar a sus muertos en sus propios cementerios y a poseer sus propias iglesias.
Junto con las bulas Omne datum optimum y Milites Templi, constituye la base jurídica de la formación de la Orden.
- Datos: Q94254